# Waru
Pour les autres significations, voir Waru (langue).
Série
Waru: Kanketsu-hen
(2006)
Pour plus de détails, voir Fiche technique et Distribution.
Waru (悪 - WARU) est un film japonais produit par Kanemi Kawanaka et Yoshihisa Yamamoto, adapté d'un manga de Hisao Maki et réalisé par Takashi Miike. Il est sorti en 2006 au Japon.
Une suite, Waru: kanketsu-hen, est sortie directement en vidéo en août 2006, toujours réalisée par Takashi Miike.

## Fiche technique
- Titre : Waru
- Titre original : 悪 - WARU
- Réalisation : Takashi Miike
- Scénario : Hisao Maki d'après son manga Waru: saishū-shо̄
- Photographie : Kazunari Tanaka
- Production : Yoshihisa Yamamoto
- Société de production : Alpha Works, Image House, Kо̄dansha et Maki Productions
- Pays :  Japon
- Genre : Action et drame
- Durée : 84 minutes
- Dates de sortie : 
  -  Japon : 25 février 2006

## Distribution
- Shо̄ Aikawa : Yо̄ji Himuro
- Keiko Matsuzaka : Reiko Misugi
- Ryō Ishibashi : Sakuragi
- Nagare Hagiwara
- Yoshihiko Hakamada : Genji
- Hisao Maki
- Johnny Okura
- Hitoshi Ozawa
- Atsuko Sakuraba
- Hideki Sone
- Kimika Yoshino